# ドラえもんのひみつ道具 (おあ-おこ)
ドラえもんのひみつ道具 (おあ-おこ) では、藤子・F・不二雄の漫画『ドラえもん』、『大長編ドラえもん』(VOL.1〜17)、藤子・F・不二雄のその他の著作に登場するひみつ道具のうち、読みが「おあ」で始まるものから「おこ」で始まるものまでを列挙する。

## おいかけテレビ
おいかけテレビは、「おいかけテレビ」（てんとう虫コミックス『ドラえもんプラス』第1巻に収録）に登場する。
自分だけをテレビに映すことのできるテレビカメラ。人がカメラに触れると、カメラはその人をひたすら追い回して撮影し続け、その映像が一般家庭のテレビに映し出される。チャンネルを変えても、スイッチを切っても常に映り続ける。
ひとたびこのカメラが起動すると、映される本人の意思に関係なく触れた者を追い回し続け、逃れる事ができない。
なおこの道具の名称は、原作の作中では直接言及されていない。テレビアニメ第2作第1期「タッチカメラでテレビ出演」 では「タッチカメラ」という名称がつけられているが、『スーパー・メカノ＝サイエンス ドラえもん道具カタログ』（中央公論新社、1986年2月1日発行）では藤子・F・不二雄監修の元、この道具の名称を「おいかけテレビ」としている。また、『ドラえもん最新ひみつ道具大事典』（小学館、2008年8月29日発行）でも、この道具の名称を「おいかけテレビ」としている。

## お医者さんカバン
声 - 間嶋里美（1981.12）
お医者さんカバン（おいしゃさんカバン）は、「お医者さんカバン」（てんとう虫コミックス第20巻に収録）などに登場する。
聴診器のような端子を患者に当てるだけで怪我や病気を診断し、カバンに収められている飲み薬などで治すことができる。また、カバン本体にはレントゲンカメラや顕微鏡の機能も付属している。それだけでなく「空腹と寒さが原因で気絶しているだけ」「怪我はなく気絶しているだけ」など、病気や怪我以外の理由で体調を崩している場合も正確に診断し、その状態を改善する薬などを出すことも可能。
初出時はドラえもんが「未来の子供がお医者さんごっこをする際の道具で、軽度な病気や怪我であれば治せる」と説明しているが、後の作品では人間以外の動物の怪我を治したり、進行している結核を完治させる という、実際の病院と変わらない治療を行っている。それだけでなく、各地に広がる伝染病の流行を食い止めたり、宇宙から来た未知のウイルスを退治したり、地球では未確認の動物の病気を治す など、現代の医療レベルでは難しい治療まで行っている。
テレビアニメ第2作第2期では、気絶した人間の意識を覚醒させたり、ロボットの怪我を治したり、地球とは異なる星に住む生物の怪我を完治させたり、童話の世界に存在する病気も治療している。また、薬が切れるとカバンのランプが赤く光る描写がある。
原作漫画では、明確に「治療が出来ない」と言及・描写された作品は存在しない。また、小説版『ドラえもん のび太と空の理想郷』では「どんな病気でもたちどころに治してしまう」と説明されている。その一方『ザ・ドラえもんズ スペシャル』第1巻収録「妖界大決戦」第1章「一角大王」では「お医者さんカバン」及び「万病薬」を使って妖怪の治療をしようとしたが効果がなかったことがあり、テレビアニメ第2作第2期では、宇宙人の怪我を治せなかったことや、ドラえもんの体内に寄生した宇宙生物を撃退出来なかったことがある。
表記は「お医者さんカバン」がもっともよく使われるが、「お医者ごっこかばん」（第41巻収録「恐怖のディナーショー」）、「お医者カバン」（『ドラえもん のび太と雲の王国』）、「お医者ごっこカバン」（『ドラえもん のび太の創世日記』）という表記もみられる。

## 王国シールセット
王国シールセット（おうこくシールセット）は、「のび太王国誕生」（藤子・F・不二雄大全集第8巻に収録）に登場する。
王様、女王、大臣、騎士、平民の5種類のシールからなる。王様シールを身体に貼った者は、チョークで囲った自分の領土の範囲でのみ、他のシールを貼った人物に好きに命令して従わせることができる。

## おおかみ男クリーム
おおかみ男クリーム（おおかみおとこクリーム）は、「おおかみ男クリーム」（てんとう虫コミックス第11巻に収録）に登場する。
顔に塗ると、満月のような丸い形状のものを見ることで狼男（狼女）に変身できる。すぐ元に戻るが、水洗いで落とさない限り何度でも変身できる。人を襲う効果はない（ドラえもんが実験の時のび太を襲うフリをしていた）。テレビアニメ第2作第2期では、狼男（狼女）に変身した途端、無意識に遠吠えを放ったり、高い所に上る事があるが、元に戻った際、本人はその時の記憶を覚えていない。
作中では玉子が化粧品だと思ってクリームを塗ってしまい、そのまま知人の家に向かったため、ドラえもんが付き添って丸い物を避けようと行動する。その際、原作及びテレビアニメ第2作第1期では丸い顔のドラえもんを見ても効果は無かったが、テレビアニメ第2作第2期では変身するようになったため、ドラえもんは玉子に見られるたびに顔を手で変形させるはめになった。また、原作や他のアニメでは自分が狼女になっていた事を最後まで気付いていなかったが、テレビアニメ第2作第1期の「ママはオオカミ男!?」(1995年11月3日放送)とテレビアニメ第2作第2期の「おおかみ男クリーム」(2005年11月11日放送)では鏡（第1期ではコンパクト）を見た際、自分の丸眼鏡に反応して狼女に変身してしまい、それを見た玉子は驚いて気絶してしまった。
同様の道具に、テレビアニメ第2作第2期の「妖怪クリームセット」のオオカミ男の妖怪クリームがある。こちらは、オオカミ男の妖怪クリーム以外に雪女の妖怪クリーム・ドラキュラの妖怪クリーム・もどしクリームがある。

## 大きくなる虫めがね
大きくなる虫めがね（おおきくなるむしめがね）は、「大きくなる虫めがね」（てんとう虫コミックススペシャル『ドラえもん カラー作品集』第1巻に収録）に登場する。「ドラえもん大事典」（てんとう虫コミックス第11巻に収録）では「虫メガネ」という名称で紹介している。
この虫眼鏡で物を見ると、その物が大きく見えるだけでなく、その物がレンズで見た通りに大きくなる。

## オーケーマイク
オーケーマイクは、「オーケーマイク」（藤子・F・不二雄大全集第1巻に収録）に登場する。
このマイクを通して人に話しかけると、マイクを通した言葉を誰でも聞くようになる。

## 大げさカメラ
大げさカメラ（おおげさカメラ）は、「大げさカメラ」（てんとう虫コミックススペシャル『ドラえもん カラー作品集』第3巻に収録）に登場する。
このカメラで人や動物を撮影すると、どんな物事でも大げさに写る。以下は変化の例。
| 変化前                      | 変化後                   | 脚注       |
| --------------------------- | ------------------------ | ---------- |
| 高さ1メートル程度の高さの塀 | 数メートルもの高さの塀   | [ 注釈 4 ] |
| 木の真下                    | 10メートル程度の木の天辺 | [ 注釈 5 ] |
| 庭石                        | 巨大な岩                 | [ 注釈 6 ] |
| 金魚                        | 1メートル以上の巨大魚    |            |
| 玩具の車                    | スーパーカー             |            |
| 頭にたんこぶが出来たのび太  | 全身包帯だらけののび太   |            |

## オート・アクションプロンプター
オート・アクションプロンプターは、「なぜか劇がメチャクチャに」（てんとう虫コミックス第28巻に収録）に登場する。
演劇を行うための装置。付属の「脚本カセット」を装填することで、出演者は台本を覚えていなくても役のとおりに行動することができる。また万能舞台装置にコードをつなげることで、脚本にあわせた舞台や衣裳を用意することもできる。
この装置に付いているヘッドバンド状のものを人間にはめることで、子供向け、大人向けなど、その人間に理解できる劇が自動的に選ばれる。のび太が理解できるなら誰でも理解できるということでのび太が見たがるような作品を選んだところ、ちびくろサンボ（初出版、および単行本の初期の版と藤子・Ｆ・不二雄大全集第11巻のみ。なお大全集には初出版および現行版の両方が収録されている）、人魚姫、裸の王様、星の銀貨としずかが裸になるものばかりになってしまった。
出演者の要望など条件を入力して劇を選ぶ事もでき、上記の劇のうち、人魚姫はスネ夫が「王子」、しずかが「姫」、ジャイアンが「超能力者（この劇の場合は魔法使い）」を演じたいという注文を加味したものであり、裸の王様はしずかの「豪華な服を着た王様とか、宝塚の様に男性役を演じてみたい」という要望を加えたものである。
また「強制ボタン」を押すと、装置を破壊しない限り演劇を中止できなくなる。

## オートアクションユニット
オートアクションユニットは、「百丈島の原寸大プラモ」（てんとう虫コミックス第28巻に収録）、「プラモが大脱走」（同29巻に収録）に登場する。
団子のような球体。プラモデルに組み込むと、それが本物同様に動くようになる。本格的なロボット同様に指示を与えて行動させることもでき、「プラモが大脱走」ではロボットプラモにユニットを持たせて剛田家に潜入させ、ジャイアンがスネ夫からとりあげたプラモにユニットを取り付け脱走させる作戦を遂行した。

## オートマチック花火
オートマチック花火（オートマチックはなび）は、『ドラえもん のび太の日本誕生』に登場する。
打ち上げ花火に使用する「花火玉」を模した道具。放り投げただけで円筒などを用いずに自動的に上空へ打ち上がり、破裂する。
なお、『ドラえもん のび太の魔界大冒険』にはこの名前の道具は登場しないが、ドラミが仲間を助けるべく悪魔たちの気を反らすために花火を打ち上げた。

## オーバーオーバー
オーバーオーバーは、「オーバーオーバー」（てんとう虫コミックス第13巻に収録）に登場する。
オーバーコートを模した道具。これを着た人は周りの人や物、できごとが非常に大げさ（オーバー）に見えたり感じたりする。
テレビアニメ第2作第1期「オールオーバー」（てんとう虫コミックス13巻収録「オーバーオーバー」のアニメ化作品。1995年10月20日放送、映像ソフト未収録）では、オールオーバーの名称で登場する。以下は変化例。
| 変化前                     | 変化後                                         | 原作以外                                       | 脚注 |
| -------------------------- | ---------------------------------------------- | ---------------------------------------------- | ---- |
| ゴキブリ                   | サソリ                                         |                                                |      |
| 野比玉子                   | 鬼婆                                           |                                                |      |
| 小犬                       | ライオン                                       |                                                |      |
| 子犬の飼い主               | ライオンの調教師                               | テレビアニメ第2作第2期（2018年11月16日放送分） |      |
| ダンプカー                 | 恐竜                                           |                                                |      |
| トラック                   | 恐竜（ティラノサウルス）                       | テレビアニメ第2作2期（2006年1月27日放送分）    |      |
| 空き地の草場               | ジャングル                                     |                                                |      |
| ミミズ                     | 大蛇                                           |                                                |      |
| ラジコンの飛行機           | 鷹                                             | テレビアニメ第2作2期（2006年1月27日放送分）    |      |
| 十円硬貨                   | 数百万円分の札束                               |                                                |      |
| 十円硬貨                   | 金貨の山                                       | テレビアニメ第2作2期（2006年1月27日放送分）    |      |
| 十円硬貨                   | テレビアニメ第2作第2期（2018年11月16日放送分） |                                                |      |
| ジャイアン                 | 海賊                                           |                                                |      |
| ジャイアンとスネ夫         | 山賊                                           | テレビアニメ第2作2期（2006年1月27日放送分）    |      |
| ジャイアンとスネ夫         | 海賊                                           | テレビアニメ第2作第2期（2018年11月16日放送分） |      |
| 神成さん                   | 雷神                                           | テレビアニメ第2作第2期（2018年11月16日放送分） |      |
| オーバーオーバーのみを脱ぐ | 服を全部脱ぐ                                   |                                                |      |
| 昼寝                       | 白装束を着て死亡                               | テレビアニメ第2作第2期（2018年11月16日放送分） |      |
| お化けのふり               | お化け                                         | テレビアニメ第2作第2期（2018年11月16日放送分） |      |
| ネズミ                     | 恐竜（トリケラトプス）                         | テレビアニメ第2作第2期（2018年11月16日放送分） |      |
| 鉛筆                       | 槍                                             | 最終頁のおまけカット                           |      |

## 大昔ごっこ用の服
大昔ごっこ用の服（おおむかしごっこようのふく）は、「のび太漂流記」（てんとう虫コミックス第6巻に収録）に登場する。
Tシャツを象った木の葉。2枚を貼り合せることで服として使用できる。
上述の名称はテレビアニメ第2作第2期「のび太漂流記」（2006年7月14日放送）によるもので、原作漫画における正式名称は不明。

## オールシーズンスキー
オールシーズンスキーは、「ドラえもん大事典」（てんとう虫コミックス第11巻に収録）に登場する。
スキー板の一種。先端から地面へ人工雪を吹きつける仕掛けになっており、雪のない夏でもスキーを楽しめる。あくまで雪を降らせるだけであり、スキーが上手くなる道具ではない。

## オールシーズンバッジ
オールシーズンバッジは、「オールシーズンバッジ」（てんとう虫コミックス第16巻に収録）に登場する。
バッジ表面に四季それぞれの絵（春：桜、夏：太陽、秋：もみじ、冬：雪だるま）が描かれており、ダイヤルでいずれかを指定すると、半径3メートル以内をその季節にできる。人が着用せずに地面などに置いても有効。桜の木の下に置いて「春」にすれば桜が満開になり、「冬」にすればたとえ室内でも雪が降る。

## オールマイティパス
オールマイティパスは、「オールマイティパス」（てんとう虫コミックス第15巻に収録）、「四次元ポケットのスペア」（同第25巻に収録）に登場する。
現代の列車の定期乗車券を模した道具。定期入れに入っている。これを持っていればどこへでも入ることができる（首相官邸や銀行の金庫などですら侵入可能）。また、どんな乗物も無料で乗ることができる。持参者が名義人でなくても有効となり、持参者本人のみならず同伴者に対しても有効。有効期間は、名前を記入した瞬間から1年間。
本来入ってしまうと咎められるような場所に、このパスを使用して入り、有効期限を過ぎた場合、過ぎた瞬間に部屋の主に咎められる事となる。
テレビアニメ第2作第1期「オールマイティパス」（1979年7月26日放送）では「オールマイティパス」、テレビアニメ第2作第2期「オールマイティーパス」（2005年5月6日放送）及び「最強！オールマイティーパス」（2016年4月1日放送）では「オールマイティーパス」という名称で登場している。一方、テレビアニメ第2作第1期「スペシャルカード」（1997年5月9日放送）では「スペシャルカード」という名称でリメイクしている。

## オールメーカー
オールメーカーは、テレビ特別番組「ドラえもん・ヨーロッパ鉄道の旅」に登場する。
カニの肢にさまざまな工具を取り付けた形状をしており、データをインプットすることで、あらゆる機械をデータどおりに製作できるが、データの選別は慎重に行わないと、ごちゃ混ぜになった製品になってしまう。

## お返しハンド
お返しハンド（おかえしハンド） は、「お返しハンド」（藤子・F・不二雄大全集第4巻に収録）に登場する。
両肩に着ける機械の腕。この道具を付けていると、その人が受けたことをこの道具が3倍にして返す。暴行だけでなく、おこづかいといった善意の行為も3倍にして返してしまう。この道具を力づくで外そうとすると、加えた力の3倍の力で反撃される。お小言や説教の場合、返さない。
てんとう虫コミックスでは、「ドラえもん百科 すばらしい道具のいろいろ」のみで紹介している。（このときの表記は「おかえしハンド」）
テレビアニメ第2作第1期「どうぶつごヘッドホン」では、相手の攻撃を腕が自動的に受け止め、相手に攻撃した分を3倍にしてお返しするという設定になっている。同作でのび太が「前に使った事がある」と解説しているが、当該道具を使った話がアニメ化されるのはこの話の放送後の約10年後になる。

## おかしな傘
おかしな傘（おかしなかさ）は、「おかしなおかしなかさ」（てんとう虫コミックス19巻に収録）に登場する。現在の技術で製造可能なものも含まれている。
なお「おかしな傘」の名称は前述のエピソード中に登場したこれらの傘の通称であり、作中で用いられた名称ではない。作中では以下の傘が登場する。
おいわいガサ
星条旗を模した派手な柄が描かれた傘。さすと「パンパカパーン」というファンファーレとともに、紙テープや紙吹雪が舞う。原作では「おいわい用のかさ」と呼ばれるのみで名称不明で、この名称はテレビアニメ第2作第2期「おかしなおかしなかさ」（2005年6月24日放送）にて登場する。
オルゴールがさ
赤ん坊を喜ばせるための傘。傘を開くと、ベビー用品のベッドメリーのような飾りがくるくると回り、軽やかなオルゴール音楽が流れる。
筋肉増強ガサ
腕力を鍛えるための傘。傘布部分全体が鉛の塊でできていて非常に重く、これを持つには大変な力を必要とする。原作では「なまりのかさ」と呼ばれるのみで名称不明で、この名称はテレビアニメ第2作第2期「おかしなおかしなかさ」にて登場する。なお、ドラえもんは軽々と持っていた。
こうもりがさ
実際にある傘の通称としての「コウモリがさ」と違って傘布部分が本物のコウモリになっており、開くと空を飛べる。コウモリは生きているらしく、どこかへ飛んでいってしまうこともある。
パラシュートがさ
高い所から安全に飛び降りるための傘。傘布部分がパラシュートになっている。
人さがしがさ
ドラえもんのひみつ道具 (ひ)#人さがしがさを参照。
雨ふりがさ
ドラえもんのひみつ道具 (さ)#さすとあめがふるかさを参照。
以下は、テレビアニメ第2作第2期「おかしなおかしなかさ」（2005年6月24日放送）で新たに登場した傘。以下の道具名の表記は公式サイト掲載のあらすじ、およびミニコーナー「ひみつ道具スペシャル」（2006年9月15日放送『ドラえもん緊急特番!! 史上最大のひみつ道具スペシャル』内）の文書版 から判断した。
あいあいガサ
差すと傘の下に美少女の立体映像が現れ、すてきな子と相合い傘をしているように見えるというもの。取っ手の部分にダイヤルがあり、3種類のモードで使用できる。「ノーマルモード」で出現する美少女の立体映像は1人だが、「モテモテモード」では使用者を挟んで2人出現し、「超モテモテモード」では使用者の周囲に6人出現する。
テレビアニメ第2作第1期でも同名の道具が登場するが、そちらについてはドラえもんのひみつ道具 (ああ-あと)#あいあいパラソルを参照。
マラソンガサ
取っ手の部分が人間の足を模しており、これを差すと使用者の体が勝手に走り出すが、疲れずに走ることができる。だが自分の意思で止まることができず、傘から手を離せば止まることができる。だが傘を開いたまま傘を手放した場合、それを拾った人はまた走り出してしまう。
（走って帰れる）カサ
正式な道具名は不明。妖怪のからかさ小僧を模した傘。差すと傘の周囲に日本の妖怪が数体出現し、使用者は驚いて思わず走り出してしまう。走って帰れる傘をせがんだジャイアンにドラえもんが出した。
台風ガサ（たいふうガサ）
1号から18号まで18種類の傘があり、差すと傘の下に台風が吹き荒れる。

## おかしなでんぱ
おかしなでんぱは、「おかしなでんぱ」（藤子・F・不二雄大全集第3巻に収録）に登場する。ガチャ子が使用した。
一定の地域の人々をクルクルパーにしたうえ運動神経も低下させてしまう電波。悪魔の顔のような格好の機械から発信する。のび太があまりに自分の頭が悪く運動神経も鈍いと嘆くありさまに、ガチャ子が「それなら周りの人の頭をもっと悪くし体も弱くしてしまえば、のび太が天才でスポーツ万能になる」という理屈で使用した。
本作品は『小学一年生』1970年11月号掲載の初出時は「クルパーでんぱのまき」というサブタイトルだった。
クルクルパー光線銃
日本テレビ版ドラえもん第1話「出た! ドラえもんの巻」（1973年4月1日放送）に登場する。おかしなでんぱと同様の効果を及ぼす光線を発射することのできる銃。こちらはガチャ子でなくドラえもんが使用した。元スタッフの真佐美ジュンは、今では放送不可能な名称だが、当時はまったく問題無かったと後に述懐している。

## おかし牧草
おかし牧草（おかしぼくそう）は、「おかし牧場」（てんとう虫コミックス第24巻に収録）に登場する。
菓子に食べさせる（最初は「おかし牧草」の上に菓子を置く）ことで、菓子が牧畜のように自活し、繁殖を行うようになる。この状態を「ウシになる」という（菓子によってはヒツジやウマのように鳴く）。一度ウシになった菓子は、その後は1時間以上牧草を食べずにいると元の菓子に戻ってしまい、二度とウシにはならない。菓子に雌雄の性別が備わるかは不明だが、繁殖させるには同種の菓子が2個必要な模様。
この牧草には種「おかし牧草のたね」があり、これを地面にまいて菓子用の牧草地を作ることもできる。
初出版（カラーコミックス第6巻では雑誌初出時のサブタイトル「おかし牧草」で収録、ぴっかぴかコミックス第15巻では「おかしぼく場」とサブタイトルのみ変更し収録）では菓子を番犬にする薬が登場し、どら焼きに振りかけていた。てんとう虫コミックスへ収録するにあたって加筆修正が行われ、番犬はガムに変わり、薬を使う場面はなくなっている。番犬になった菓子はどちらも目測1～2メートルの巨大な物（どら焼きは元は普通サイズだったが、ガムは巨大化させたか元からかは不明）で、どら焼きは上下の皮が顎のようになり、ガムは噛まれて柔らかくなったような状態で獣の顎のように変形して、菓子を盗み食いに来たジャイアンとスネ夫に噛み付いている。また、アニメ第2作第2期ではジャイアンたちの頭よりやや小さいグミや直径1メートルほどの堅焼き煎餅（ジャイアンが殴って割れず、逆に手を痛めるほど堅い）が体当たりで迎撃した後にガムが現れた。

## お金がきらいになるくすり
お金がきらいになるくすり（おかねがきらいになるくすり）は、「お金なんか大きらい!」（てんとう虫コミックス第16巻に収録）に登場する。
瓶入りの黒い薬。これを服用すると、お金を見るのが嫌になる。取り消すにはくすりをきかなくするくすりを飲む必要がある。
『ドラえもん全百科（ドラえもんオールひゃっか）』（1979年7月発行）を始めとするひみつ道具の事典では、道具の名称を一様に「お金がきらいになるキャンデー」としている。

## オキテテヨカッタ
オキテテヨカッタは、「オキテテヨカッタ」（てんとう虫コミックス第23巻に収録）に登場する。コンビニエンスストアの『セブンイレブン』のキャッチコピー「開いててよかった」のパロディと思われる。
この道具を使うと、眠った人が起きているときと同じ状態で働き、眠っていても会話ができる。なお、この道具を使っている間は夜間割引と称して、商品の代金や映画館の入場料などがすべて10分の1になる。
似た機能を持つ道具に「ムユウボウ」、「夢ふうりん」がある。

## おくれカメラ
おくれカメラは、「おくれカメラ」（てんとう虫コミックス第12巻に収録）に登場する。
撮影すると、その場所で過去に起きた出来事が写るカメラ。例えば食事中の人を撮影すると、そこにはメニューを見ている姿が映ったりする。
ダイヤルで何分前を写すか設定できる。

## お子さまハンググライダー
お子さまハンググライダー（おこさまハンググライダー）は、「お子さまハンググライダー」（てんとう虫コミックス第30巻に収録）に登場する。
22世紀の航空力学で、小さい翼面積でも揚力を得ることができるという技術のもと、子供用に製作されたハンググライダー。上昇気流にのることで自由に空を飛びまわれる。

## お子さま練習カー
お子さま練習カー（おこさまれんしゅうカー）は、「四次元若葉マーク」（てんとう虫コミックス第39巻に収録）に登場する。
運転練習用の1人乗りのオープンカー。外観は子供の乗る玩具の車のようだが、運転席の仕様は本物同様で、最高時速300キロメートルと非常に高性能。「四次元若葉マーク」を併用することで、街中でも人や物にぶつかる心配なく運転の練習ができる。

## おこのみ建国用品いろいろ
おこのみ建国用品いろいろ（おこのみけんこくようひんいろいろ）は、「おこのみ建国用品いろいろ」（てんとう虫コミックス第40巻に収録）に登場する。
自分の国を自由に作ることのできる以下の道具のセット。
国旗
無地の旗。好きなデザインを書き込んで自国の国旗とし、建国を宣言する。これによって、後述のパスポートや自国の通貨にも国旗のデザインが入る。
国境マーカー
油性マーカー状の道具。これで部屋の床や地面に線を引くと、その線が国境となり、線で囲った内側が自国の領土になる。線に切れ目がある（「国境ゲート」の部分は除く）と、効力はない。
また、書いた際に繋がっていた場合でも、後で線が動いて途切れてしまうと、その途端に効力はなくなる。作中ではマンホールの蓋の上に線を引いていたが、工事で蓋が動かされて線が途切れた。
国境ゲート
踏切の遮断機を模した機械。自国と他国との国境ゲートの役割をし、許可されたもの以外はゲートで出入を遮断する。
パスポート
国境の外でこれを所持していると、周囲の人は皆、自分を外国人と見なしてくれる。また、国境の外から中へ入る際、これを所持している必要がある。
国境警備隊
兵士型の計4体の小型ロボット。国境ゲートを警備する。入国者にパスポートの提示を求め、無断入国・越境者はライフルで狙撃する。
外交官信任状
これを持っていると外交官として他国（国外）との交渉ができ、品物を輸入することができる。自国の通貨が使用できる（但し国境マーカーが途切れると通貨価値がなくなるため、輸入相手とトラブルになりうる）。外交官の身分は国際法（ウィーン条約）で保護されているため、他の者は手出しすることができない（外交特権）。
亡命許可証
パスポートに入っていた許可証。これを持つ者は、おこのみ建国用品で作った国の中へ亡命することができる。亡命者に不当な扱いをすると世界中から非難されるため、国内の者も亡命者には滅多な手出しをできない。作中ではのび太が道端に落としてしまい、それを拾ったジャイアンに国を乗っ取られた。
原作では国境マーカーが途切れて効力がなくなり、亡命していたジャイアンが母ちゃんに追い回されたところで話が終わったが、テレビアニメ第2作第1期と第2期ではジャイアンが逃げた後、のび太が玉子とスネ夫（第2期では玉子のみ）に追い回されたところで話が終わっている。

## お好みフォト・プリンター
お好みフォト・プリンター（おこのみフォトプリンター）は、「おこのみフォト・プリンター」（てんとう虫コミックス『ドラえもんプラス』第1巻に収録）に登場する。
写真を取り込み好きなように修正できる道具。ズームバック、視点変換、アングルの変更など自由に行え、また双眼鏡で見た写真や、写真が取れていないときの瞬間も撮影可能。
類似品に「万能プリンター」がある。

## おこのみボックス
おこのみボックスは、「オコノミボックス」（てんとう虫コミックス第19巻に収録）、「昔はよかった」（同第30巻に収録）に登場する。
外見はただの箱だが、付属のマイクに「〇〇(四角いもの。例としてテレビ、レコーダー、ストーブ等)になれ」と命令を入力すると、そのとおりにボックスの機能が変化する。見た目は小さいが、洗濯機や冷蔵庫やオーブンレンジ等にすると、四次元ポケットのように大きなものや複数のものを収納することができる。内蔵無線により、遠く離れたところでも入力は有効。
『ドラえもん最新ひみつ道具大事典』やテレビアニメ第2作第2期では、機械関連でなくても変える事が可能であり、本にすると中に文字が書かれており、囲炉裏にすると火を点けずにそのまま魚が焼けたり、郵便ポストにすると郵便配達員がそのポストの元にやって来る。
「オコノミボックス」では「オコノミボックス」、「昔はよかった」では「おこのみボックス」の名で登場する。